# TCXO
Pour les articles homonymes, voir oscillator.
Un TCXO (Temperature Compensated X (Crystal) Oscillator ou Temperature Controlled Crystal Oscillator) est un oscillateur à quartz compensé en température. La méthode de compensation d'un TCXO peut être analogique ou numérique. Dans les deux cas, on utilise une diode à capacité variable (diode varicap) pour corriger la fréquence de l'oscillateur en fonction de la température.
Dans le cas où le traitement est numérique (DTCXO), on utilise un modèle numérique de compensation et un convertisseur numérique-analogique pour commander la capacité variable. La compensation numérique permet une meilleure correction et une utilisation dans une gamme de températures plus étendue mais présente l'inconvénient de créer des sauts de fréquence dus à la discrétisation de la compensation.